# لانيليس
لانيليس هي بلدية تقع في مقاطعة فينيستير في بريتاني ,وموقعها في شمال غرب فرنسا.

## سكان
يُطلق على سكان لانيليس باللغة الفرنسية لانليسينس

## لغة بريتون
م تدشين خطة لغوية بخصوص لغة بريتون من خلال Ya d'ar brezhoneg في 27 يونيو 2008.
وفي عام 2008، اللتحق 33.17٪ من أطفال المدارس الابتدائية بالمدارس ثنائية اللغة. 5]

## أنظر أيضا
- كوميونات قسم فينيستير

## روابط خارجية
- Base Mérimée: Search for heritage in the commune, Ministère français de la Culture. (in French)
- Mayors of Finistère Association باللغة الفرنسية